# 巫溪树蛙
巫溪树蛙（学名：Zhangixalus hongchibaensis）一种分布于中华人民共和国重庆市的两栖动物，隶属于树蛙科张氏树蛙属。
本种原属于宝兴树蛙（Rhacophorus dugritei），2012有学者基于分子系统发生研究将其描述为新种，隶属于树蛙科树蛙属（Rhacophorus）。2019年，有学者在线粒体分子系统学研究基础上, 结合形态学和生物地理分布情况, 将原树蛙属拆分为3属, 分别为狭义树蛙属、瘦树蛙属（Leptomantis）和张树蛙属。分类厘定后, 巫溪树蛙改至张树蛙属, 所涉及物种中文名保持不变。